# Gribbell Island
Gribbell Island ist eine Insel in den östlichen Randgewässern der Hecate-Straße, in den nordwestlichen Küstengewässern der kanadischen Provinz British Columbia. Sie liegt rund 85 Kilometer südlich von Kitimat am Eingang zum Douglas Channel und gehört zum Regional District of Kitimat-Stikine. Gribbell Island wird, wie die meisten der Inseln im nördlichen Küstenbereich der Provinz, zum Gebiet des Great Bear Rainforests gerechnet. Durch die Gewässer südlich der Insel verläuft die Inside Passage.

## Geographie
Die Insel hat eine Fläche von 202 km² sowie einen Umfang von 71 km. Die Insel mit der Form eines langgezogenen Dreiecks, mit einer Nord-Süd-Ausdehnung von etwa 22 Kilometern sowie einer Breite an der südlich gelegenen Basis von etwa 15 Kilometern, gehört zu den 150 größten Inseln Kanadas (117. Platz bei mehr als 50.000 Inseln) und damit auch zu den größten der Provinz (23. Platz).
Westlich der Insel liegt der Wright Sound, von diesem gehen nach Norden der Douglas Channel, nach Nordosten die Verney Passage, nach Osten der McKay Reach und nach Süden der Whale Channel ab. Westlich des Douglas Channel findet sich, auf dem kanadischen Festland, mit Hartley Bay die nächstgelegene Ansiedlung. Nördlich Gribbell Island liegt, getrennt durch die Verney Passage, Hawkesbury Island. Im Westen trennt der Ursula Channel Gribbell Island vom kanadischen Festland. Südöstlich, getrennt vom McKay Reach, liegt Princess Royal Island, während südwestlich der Insel und des Whale Channel Gil Island liegt.
Der höchste Punkt auf der Insel, Gribbel Peak, liegt im südöstlichen Teil der Insel und erreicht eine Höhe von 1077 m, womit die Insel zu den höchsten Inseln der Erde gehört.

## Flora und Fauna
Auf Gribbell Island ist der Anteil von Kermodebären (Geisterbären) am Vorkommen von Amerikanischen Schwarzbären sehr hoch. Während das Verhältnis auf dem Festland bei etwa 40 bis 100 zu eins liegt, liegt es auf Gribbell Island bei fast drei zu eins. Gribble Island ist neben Princess Royal Island und Roderick Island Hauptgebiet ihres Vorkommens. Die Tiere stellen eine Unterart des Schwarzbären dar, nämlich Ursus americanus kermodei; das für die Färbung verantwortliche Gen ist rezessiv.
Die Bären, in der Tsimshian-Sprache Moksgm’ol genannt, im Sinne von Geist(er)tragender Bär, legen zudem ein anderes Verhalten an den Tag, denn sie fangen meist nahe der Küste, während die übrigen Schwarzbären eher im Inland jagen. Auch sind sie für Lachse bei Tag schwerer zu sehen, so dass ihr Jagderfolg bei Tageslicht deutlich höher liegt. In der Mythologie der Tsimshian hinterließ der Rabe, der Schöpfer der Welt, der diese grün machte, mit den weißen Bären ein Zeichen für die Zeit, als die Welt immer verschneit war. Auf der Insel leben vielleicht 100 bis 150 Bären, davon sind mindestens 40 % mit dem besagten hellen Fell ausgestattet.
Seit 2016 sind die Waldbestände, wie im gesamten britisch-kolumbianischen Regenwaldpark, nach jahrzehntelangen Auseinandersetzungen zu 85 % unter Schutz gestellt worden. Gribbell Island hingegen konnte als vollständige Schutzzone nicht durchgesetzt werden. Zudem wurde die Insel weitgehend dem in Nordamerika üblichen Clear-cut-System unterworfen, d. h. der Wald wurde, zeitlich versetzt, vollständig abgeholzt, um ihn dann mehrere Jahrzehnte bis zum nächsten Clear Cut nachwachsen zu lassen. Das ökologische Management der Insel liegt nunmehr bei der Gitga’at First Nation.

## Geschichte
Traditionell ist die Insel Siedlungs- und Jagdgebiet der First Nations, hauptsächlich der Gitga'ata. An der Ostküste der Insel, am Wright Sound, liegt mit dem Gribble Island Indian Reserve No. 10 eines der kleineren Reservate der Gitga'ata.
Erstmals kartiert wurden die Gewässer rund um die Insel im Jahr 1793, während George Vancouvers Expedition von 1791–1795.

## Namensherkunft
Die Insel wurde 1867 vom Offizier der Royal Navy Kapitän Daniel Pender nach Francis Barrow Gribbell, einem Geistlichen der Church of England in Victoria, benannt.